# Cathlamet (Washington)
Cathlamet es un pueblo ubicado en el condado de Wahkiakum en el estado estadounidense de Washington. En el año 2000 tenía una población de 565 habitantes y una densidad poblacional de 550,7 personas por km².

## Geografía
Cathlamet se encuentra ubicada en las coordenadas 46°12′14″N 123°23′2″O / 46.20389, -123.38389.

## Demografía
Según la Oficina del Censo en 2000 los ingresos medios por hogar en la localidad eran de $33.409, y los ingresos medios por familia eran $47.917. Los hombres tenían unos ingresos medios de $35.625 frente a los $30.750 para las mujeres. La renta per cápita para la localidad era de $18.588. Alrededor del 15,1% de la población estaban por debajo del umbral de pobreza.